# 海盗之心
海盗之心（法語：Cœur de pirate，發音：[kœʁ də piʁat]；1989年9月22日—），原名贝亚特丽斯·马丁（法語：Béatrice Martin，發音：[beatʁis maʁtɛ̃]），是一名出生于加拿大魁北克省蒙特利尔市的法语歌手、作曲人和钢琴师。

## 姓名寓意
女生名"Béatrice"有“旅行者”或是“受到祝福者”的含义。"Martin" 在拉丁语中有“热爱战斗者”之意(源于战神玛尔斯)。法语词"Cœur"中的字母"œ"原本是字母"o"和"e"组成的合字，但后来书写习惯固定下来以后，一般已不再将"œ"拆开写成"oe"。而英语在吸收法语外来词时，又常将法文词中的"œ"重新拆成"oe"书写。

## 经历简介
贝亚特丽斯·马丁从3岁起就开始学习钢琴课程。9岁时她进入蒙特利尔公立音乐学校并学习了5年。她在14岁时从学校辍学。15岁时，她在“十二月旋风拳”(December Strikes First)乐队里当过钢琴演奏者。经过一小段远离音乐的休闲时光后，将满18岁的她在2007年起正式开始音乐创作。
2007年，她把一首歌传到网上，并被一个名为“雾月你好”（"Bonjour Brumaire"）的乐团发掘。从2007年下半年至2008年4月，她一直在该乐队负责演唱和弹奏钢琴。有一次，蒙特利尔“勇于关爱”（"Dare to Care"）唱片主席艾利·比松奈特（Eli Bissonnette）在看到马丁的表演后，提议可让她与自己的公司签约，试着发一张专辑。马丁决定与大箱子（Grosse Boîte）唱片（即“勇于关爱”唱片公司在法语区宣传的别称）公司签约，于是花了10天时间创作出了她的第1张专辑《海盗之心》。《海盗之心》2008年9月16日在加拿大发售，次年在法国发售。这张赶工制作的专辑的成绩出乎了马丁的意料，总销量超过了60万份，还获得了不少奖项提名。于是她离开了乐队，以追求单飞。
2011年，她与来自“貝都因乐音对碰”("Bedouin Soundclash")乐队的杰伊·马利诺夫斯基组成了“休战乐队”，并一同发行了专辑《点亮天际》("Light the Horizon")。所谓“乐音对碰”是一种主要流行于牙买加的音乐形式。
她的第2张个人专辑《金发女郎》("Blonde")于2011年11月发售。这张专辑融合了流行音乐、卡巴莱、探戈和乡村音乐等多种风格。它在比利时极上音乐榜之瓦隆地区榜上名列第2，在加拿大和法国的排行榜上也列在了第5位。2012年，专辑获得了加拿大北极星音乐奖的提名。另有2首分别出自专辑《告别》("Adieu")和《金色宝贝》("Golden Baby")的歌曲也都跻进了比利时极上音乐榜的最热排行前10名。
不久，因为母亲的一些原因，她暂停了事业发展。随后，大盒子唱片又宣布她能很快回归并开展个人巡演。她回归后带来了一轮特别的钢琴独奏巡演。
2013年，她负责为加拿大电视剧《創傷》("Trauma")第5季录制了一些歌曲。《<創傷>之第5季原声大碟》于2014年1月14日以收费下载形式发售。2014年，她为育碧蒙特利尔工作室出品的RPG《光明之子》创作了原声音乐碟。
2015年4月，她发布了单曲《继续》("Carry On")(法语版名为《将我忘怀》("Oublie-moi"))。这首歌的2个版本都收录于第3张个人专辑《玫瑰》("Roses")中。8月17日，第2首单曲《轻声叫喊》("Crier tout bas")在iTunes和Youtube上发布。
2015年8月12日，美通社公布消息称马丁已与美国唱片公司Cherrytree Records和Interscope Records签约。在签约消息公布的同时，马丁在Facebook上说：“回忆我第1次用心聆听音乐时，我崇拜的音乐偶像都来自Cherrytree公司。我有一种宾至如归的感觉。无比感谢Martin Kierszenbaum能够给与我信任。自从上了这条船起，我就等不及要去发现有什么有意思的新变化了。”
海盗之心还与彼得·彼得(Peter Peter)、简单计划、Marie-Mai、法国新浪潮以及光儿等艺人或乐队都合唱过歌曲。

## 个人生活
贝亚特丽斯·马丁是魁北克喜剧艺人亚历克西·马丁（Alexis Martin）的侄女。
2012年贝亚特丽斯在推特和Facebook上说她已经怀孕，且和未婚夫阿莱克斯·佩拉（Alex Peyrat）正期待生一个女儿。阿莱克斯是一名纹身师。贝亚特丽斯与阿莱克斯于同年7月26日结婚。他们的女儿罗米（Romy）于2012年9月4日出生。

## 所获奖项
- 2009年 : 费利克斯音乐奖（法语：Prix Félix）之“年度新晋奖”("Révélation de l'année")
- 2010年 : 胜利音乐奖（法语：Victoires de la musique）之“年度原创歌曲奖”(La chanson originale de l'année)
- 2010年 : 菲利克斯音乐奖之“在外省绽放光芒的魁北克艺人”(L'artiste Québécois s'étant le plus illustré hors-Québec)
- 2012年 : 图形大奖(Grand prix Grafika)之“口袋规格CD/DVD原创设计”(pochette CD/DVD original)，奖励对象仅限于豪华版[14]
- 2012年 : SiriusXM独立音乐奖之“年度法语艺人或组合”(Artiste, groupe ou duo francophone de l'année)
- 2012年 : 菲利克斯音乐奖之“年度女性演艺人”(Interprète féminine de l'année)
- 2012年 : 菲利克斯音乐奖之“流行音乐类年度专辑”(Album de l'année - Pop)
- 2012年 : 菲利克斯音乐奖之“在外省绽放光芒的魁北克艺人”(L'artiste Québécois s'étant le plus illustré hors-Québec)

## 音乐作品
| 年份   | 專輯                                                                   | 唱片公司               | 備註                            |
| ------ | ---------------------------------------------------------------------- | ---------------------- | ------------------------------- |
| 2008年 | 《海盗之心》魁北克版 ("Cœur de pirate", version québécoise)            |                        |                                 |
| 2009年 | 《海盗之心》法国版 ("Cœur de pirate", version française)               |                        |                                 |
| 2011年 | 《金发女郎》 ("Blonde")                                                |                        |                                 |
| 2014年 | 《创伤》 ("Trauma")                                                    |                        | 加拿大剧集《創傷》第5季原声碟。 |
| 2014年 | 《光明之子》 ("Child of Light")                                        |                        | 育碧电玩《光明之子》原声碟。    |
| 2015年 | 《蔷薇/玫瑰》 ("Roses")                                                | 樱桃树唱片和新視鏡唱片 |                                 |
| 2018年 | 《如遇風暴，花園暫止開放》 ("En cas de tempête, ce jardin sera fermé") |                        |                                 |

## 电影配音
- 2011年：《蓝精灵》法国版(所配角色为女主角Schtroumpfette，美国版声优为凱蒂·佩芮，魁北克版声优为玛丽-梅（英语：Marie-Mai）[15])
- 2013年：《蓝精灵2》法国版(所配角色为女主角Schtroumpfette，美国版声优为凱蒂·佩芮，魁北克版声优为玛丽-梅)